# Mythicomyces corneipes
Mythicomyces es un género de hongos de la familia Mythicomycetaceae. Es un género monotípico que contiene la única especie Mythicomyces corneipes, descrita por primera vez por Elias Fries en 1861. El hongo produce cuerpos fructíferos con cápsulas brillantes de color amarillo anaranjado a leonado, de 1 a 3 cm de diámetro. Están sostenidos por tallos de 2-5,7 cm de largo y 1-2 mm de grosor. Es una especie rara o poco común que se encuentra en las regiones templadas del norte de Norteamérica y Europa, donde suele fructificar en grupos, en zonas húmedas de bosques de coníferas. Existen varias especies con las que M. corneipes podría confundirse debido a una apariencia comparable o a un área de distribución y hábitat similares, pero las características microscópicas pueden utilizarse para distinguirlas con fiabilidad.

## Taxonomía
El género Mythicomyces fue circunscrito en 1986 por los micólogos Scott Redhead y Alexander H. Smith para contener la especie originalmente denominada Agaricus corneipes por Elias Magnus Fries en 1861. Fries describió la especie a partir de recolecciones realizadas en un bosque de abetos cerca de Alsike, Suecia; posteriormente fue registrada en Norteamérica (noroeste de EE. UU.) por Andrew Price Morgan en 1907, y varias veces por Smith.  Al enumerar los sinónimos de la especie, Redhead y Smith citaron el año de publicación del trabajo de Fries como 1863 en lugar del correcto 1861, lo que invalidó su nueva combinación según las normas del Código Internacional de Nomenclatura Botánica, aunque el nombre genérico era válido. Posteriormente, el binomio se publicó de forma válida en 2011.
En su historia taxonómica, la especie también ha sido colocada en Geophila por Lucien Quélet en 1886, y en Psilocybe por Petter Karsten en 1879. El especialista en Psilocybe Gastón Guzmán excluyó el taxón de este último género en su monografía de 1983, basándose en sus esporas rugosas que carecían de poro germinativo, la impresión pálida de las esporas, la textura del tallo y el micelio basal leonado. Guzmán, que examinó las colecciones estadounidenses de Smith, sugirió que el material podría considerarse más apropiadamente en Galerina, pero Redhead y Smith observaron que varias características de Mythicomyces corneipes son incompatibles con su inclusión en Galerina, incluyendo el color de la impresión de la espora, la presencia de metuloides, la textura del tallo y el micelio basal leonado.
Redhead y Smith situaron el género en Strophariaceae, ya que la biología de los cuerpos fructíferos y el color de impresión de las esporas encajaban en el concepto amplio de esa familia previsto por Robert Kühner en 1984. Sin embargo, señalaron que el género no encajaba bien en un concepto más restringido de la familia debido a su falta de poro germinativo y de paredes rugosas de las esporas. Más recientemente, las autoridades taxonómicas han colocado el género en la familia Psathyrellaceae; el análisis molecular mostró que está más estrechamente aliado con esta familia donde Mythicomyces y Stagnicola forman un clado que es hermana del resto de la familia. En 2019 se reconoció la familia Mythicomycetaceae para los dos géneros, Mythicomyces y Stagnicola.

## Descripción

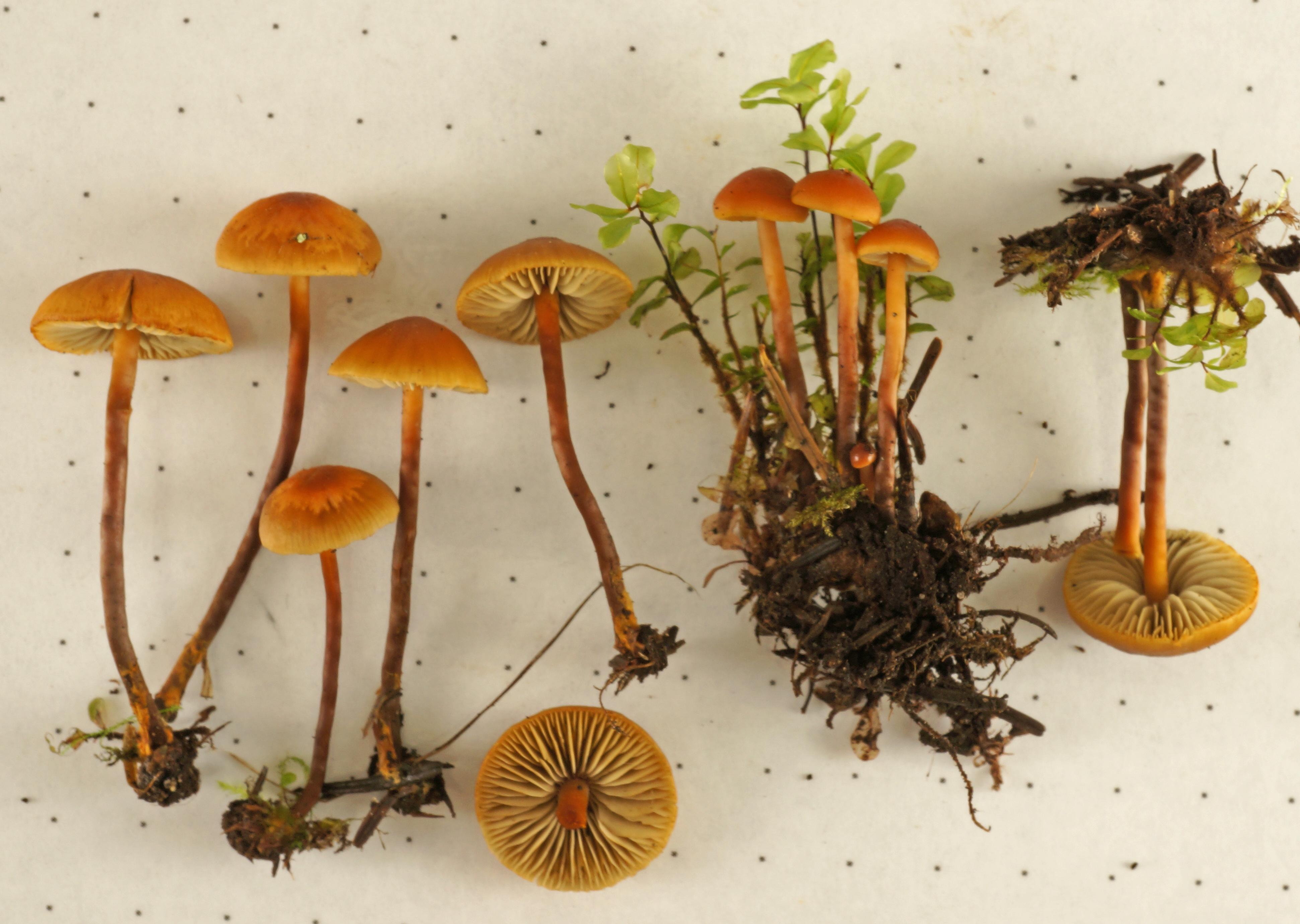
Una colección de Washington, EE. UU.

El sombrero es inicialmente algo cónico con los márgenes enrollados hacia dentro, y se expande hasta adquirir forma de campana o ampliamente convexa en la madurez, alcanzando un diámetro de 1-3 cm (0,4-1,2 in). A veces, el sombrero tiene un umbo redondeado o cónico. El color del sombrero varía de naranja apagado a naranja brillante cuando es joven, a marrón amarillento (leonado) en la madurez. Es higrófano, y el color se desvanece a amarillo-marrón. La superficie del sombrero es lisa y pulida, y algo translúcida, de modo que las líneas branquiales radiales pueden verse en el margen.
Las branquias están estrechamente espaciadas y tienen dos niveles de lamélulas intercaladas (branquias cortas). Las láminas están unidas al tallo de forma adnata o anexa, aunque tienden a separarse del tallo en la madurez. Inicialmente son de color pálido a blanquecino antes de volverse parduzcas cuando maduran las esporas.
El tallo liso mide 3-5,7 cm (1,2-2,2 in) de largo por 1-2 mm de grosor. De color amarillento a naranja pálido cerca de la parte superior y marrón rojizo oscuro por debajo, tiene micelio leonado en la base. En la madurez, el tallo se vuelve negro desde la base hacia arriba. En 1907, Morgan observó que el pie era muy similar al de Marasmius cohaerens.
La carne del hongo tiene un olor que va de indistinto a algo de geranios, mientras que su sabor es de indistinto a ligeramente amargo. Se desconoce la comestibilidad del hongo.

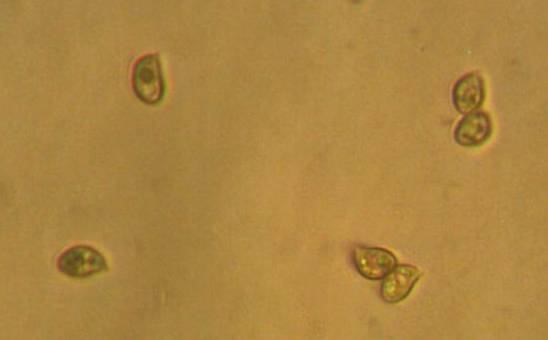
Esporas

La huella de la espora es de color marrón violáceo pálido. Las esporas son ovoides (con forma de huevo) a algo elipsoidales, binucleadas (visibles cuando se tiñen con solución de acetocarmina), a menudo contienen una sola gota de aceite y miden 6-8,5 por 4-5,5 μm. Las paredes de las esporas son rugosas con pequeños puntos y crestas, y tienen una pequeña plaga. Los basidios (células portadoras de esporas) tienen forma de garrote, cuatro esporas y miden 24-26 por 6-8,5 μm. Los cistidios de la cara branquial (pleurocistidios) son abundantes. Tienen forma de huso con el centro hinchado y las puntas gruesas, a veces incrustadas de cristales translúcidos. Tienen unas dimensiones de 43-86 por 10-24 μm, con paredes de color marrón pálido a translúcidas y hasta 3 μm de grosor. Los cistidios del borde branquial (cheilocistidios) son aproximadamente iguales morfológicamente, pero más cortos. La cutícula del sombrero comprende una capa de hifas gelatinizadas dispuestas radialmente que miden 1-4 μm de diámetro. Las hifas presentan conexiones en pinza.

### Especies similares
Stagnicola perplexa tiene un aspecto similar y comparte hábitats y un área de distribución geográfica comparable a Mythicomyces corneipes. S. perplexa suele tener una coloración más apagada y produce impresiones de esporas parduscas que carecen de tonos violáceos. Las dos especies pueden distinguirse de forma fiable por sus características microscópicas, ya que Stagnicola tiene esporas lisas y queilocistidios con paredes finas. Debido a su coloración similar y a su hábitat entre musgos, Phaeocollybia attenuata podría confundirse con M. corneipes. Phaeocollybia attenuata puede diferenciarse fácilmente en el campo por la larga pseudorhiza en forma de alambre que se extiende por debajo del sustrato, y microscópicamente por las esporas limoniformes-globosas mucho más ornamentadas y la ausencia de pleurocistidios. Otras especies morfológicamente similares son Hypholoma udum y H. elongatum, pero a diferencia de M. corneipes, ambas tienen esporas lisas, crisocistidios amarillos y carecen de metuloides. Galerina sideroides se encuentra en Washington, Michigan y Suecia, donde fructifica en grupos sobre troncos podridos de coníferas. Tiene características microscópicas distintas, como un mayor rango de anchuras basidiales (20-40 μm) y la ausencia de pleurocistidios.

## Hábitat y distribución
Mythicomyces corneipes es un hongo sapróbico que utiliza restos vegetales, normalmente trozos de madera, como sustrato. Los cuerpos fructíferos aparecen en otoño y crecen en grupos entre musgos en hábitats húmedos, como cerca de los bordes de las ciénagas, o bajo coníferas o abedules en suelos húmedos por las inundaciones primaverales. Se ha registrado su presencia en Norteamérica, donde es más común en la región del noroeste del Pacífico, y en Europa, donde es rara, pero está extendida por la parte norte del continente. En 1938, Smith calificó la especie de «extremadamente rara».

## Etimología
El nombre Mythicomyces se acuñó para reflejar que poseía una combinación anómala de características morfológicas y anatómicas que parecían abarcar varias familias de hongos, como si se tratara de una seta mítica. Su singularidad morfológica y aislamiento de otras familias de hongos se confirmó posteriormente mediante análisis moleculares que dieron lugar a la nueva familia Mythicomycetaceae junto con otro género agárico anómalo, Stagnicola.